# 浅賀ふさ
浅賀 ふさ（あさが ふさ、1894年2月17日 - 1986年3月3日）は、日本の医療社会事業家で、日本における医療ソーシャルワーカーの先駆者である。

## 生涯

### 生い立ち
愛知県半田町（現半田市）に、父、小栗富次郎と母、しげの次女として生まれた。旧姓名は、小栗将江といい、浅賀ふさという氏名は結婚後に名乗っている。小栗富次郎は、酒造・海運・金融業で財をなした家柄で、豪商として名を馳せた。13歳で日本女子大学付属高等女学校に入学した後、日本女子大学へ進学した。浅賀は、母親の女性の幸福は結婚や家庭にあるという考え方に反駁していた。陸軍の飛行教官であった長兄の常太郎がニューヨークで三井家の飛行士として赴任するにあたって、父親に直談判し、浅賀も同行することを決めた。しかし、渡米後、経済状況の悪化により、兄の仕事は立ち消えとなり、帰国することになる。浅賀は、アメリカに残ることを希望し、兄の計らいによりボストン在住のリーランドの支援を受け、アメリカでの滞在を継続することにした。浅賀は、扁桃腺の摘出手術をきっかけに人に尽くす仕事がしたいと考え、社会事業に関心を持ち、1924年にシモンズ大学社会事業大学院に入学した。在学中に、アメリカで最初に病院に医療社会事業を導入したマサチューセッツ総合病院医師のキャボットとの出会いが、医療社会事業家を志すきっかけとなった。その後、ハーバード大学教育大学院で幼児教育を一年間学んだ。

### 医療ソーシャルワーカーとして働く
1901年に開設された聖ルカ病院（のち聖路加国際病院）は、当時の日本にはない先進的な医療体制・医療環境を整える病院として知られていた。浅賀は、病院を設立した同病院院長のトイスラーにニューヨークで面会し、聖ルカ病院に入職することになった。1929年アメリカから帰国し、聖ルカ病院に新たに開設した医療社会事業部に入職した。医療社会事業は、20世紀初頭にイギリス、アメリカ、フランスなどで始まり、当時の日本での取り組みはなく、浅賀により日本で初めて欧米で発展した理念に基づく医療社会事業が導入された。医療社会事業部では、チャリティクリニックという貧しい患者を対象とした無料、低額の診療事業が行われた。一定のベッド数が、チャリティクリニックのために確保されていた。
社会事業部は、次第に発展し、スタッフ10人を要する部署となり、1933年には作業治療部がつくられ、リハビリテーションやグループワークにも取り組んだが、戦前の病院社会事業は聖ルカ病院に止まり、他の医療機関への展開はなかった。1938年浅賀は衆議院議員の浅賀長兵衛と結婚して、聖ルカ病院を退職し、医療社会事業家としての経歴にも終止符が打たれた。しかし、1945年に長兵衛は死去する。

### 社会活動
浅賀は、医療ソーシャルワーカーとして働くと同時に、女性参政権獲得運動にも参加した。婦選獲得同盟（発足当初、婦人参政権獲得期成同盟）の東京支部の役員として、市川房枝らと共に活動した。女性参政権獲得運動から、母性保護運動も派生して生まれたが、その背景には、生活の困窮による母子心中が多発したことがあった。運動は、1937年母子保護法の制定として実を結んだ。浅賀はその後も、日本における医療社会事業の発展に研究者・教員として貢献しながら、社会活動への参画を続けたが、それは、ケースワーカーは社会政策への発言者であるという信念に基づくものであった。朝日訴訟では、原告を支援する募金活動や署名活動にも積極的に参加し、1961年の第二審では、朝日茂の証人として証言した。証言では、結核患者の療養援助が不十分である現状を示し、療養適応や更生意欲を阻む生活保護基準であることをケースワークの視点から述べた。

### 厚生省児童局嘱託職員から大学教員へ
1947年、厚生省児童局嘱託として、GHQに対する渉外や、児童相談所の指導を行った。傍で、児童福祉に関する著作の刊行に携わったり、自身も単著を上梓する。1953年には、中部社会事業短期大学（のちの日本福祉大学）の開学と同時に教員に着任した。

## 関連文献
- HKW（制作・著作）『浅賀ふさと医療社会事業』大阪府男女共同参画推進財団〈Women pioneers 女性先駆者たち 7〉、2011年。 NCID BB06376349。
  - DVD。出演 - 浅賀ふさ、縫田曄子、制作協力 - 伊藤良子、インタビュー収録 - 1976年

## 関連作品
ラジオドラマ
- 『さいしょの一歩 ～浅賀ふさ物語～　知多半島が生んだ日本初の医療ソーシャルワーカー』（2023年、CBCラジオ、出演：竹下景子）

　日本福祉大学学園創立70周年記念ラジオドラマとして4週にわたって放送された。